# 清水宜輝
清水 宜輝（しみず よしてる、安政3年9月13日〈1856年10月11日〉 - 1934年〈昭和9年〉9月7日）は、明治から昭和初頭にかけて活動した日本の銀行経営者・実業家である。十五銀行支配人・取締役や中央電気第2代社長などを務めた。新潟県出身。

## 経歴
清水宜輝は、安政3年9月13日（新暦：1856年10月11日）、越後高田藩士・清水宜義の長男として生まれた。生家は高田。1873年（明治6年）上京し中村正直（敬宇）の「同人社」に学ぶ。1874年（明治7年）には大蔵省銀行局の官費生に選ばれ、4年間ヨーロッパで経済学を学んだ。
1877年（明治10年）、華族に交付された金禄公債を原資として第十五国立銀行が設立された。同年留学から帰国した清水はただちに第十五国立銀行に入社。1892年（明治35年）計算課長に昇進し、翌1893年（明治36年）には副支配人に選ばれた。役員録には、1895年時点では副支配人兼計算課長、1897年（明治30年）初頭時点では副支配人兼貸付課長を務めるとある。1897年5月、第十五国立銀行は国立銀行としての営業期限を迎えて株式会社十五銀行へと改組した。清水は改組後の十五銀行で支配人兼貸付課長を務めたが、翌1898年（明治31年）末に副支配人伴野乙弥と交代する形で支配人を辞任した。十五銀行ではその後1899年（明治32年）7月11日付で監査役に選ばれている。
1897年9月、十五銀行役員・株主の発起により株式会社丁酉銀行が設立された。丁酉銀行では当初から取締役で、1900年（明治33年）には取締役兼支配人となった。同行では1911年（明治44年）まで取締役兼支配人であったが、同年7月、銀行経営を十五銀行に移すべく役員の総改選が行われたため同社から退いた。その後1913年（大正2年）1月16日付で十五銀行にて監査役から取締役へと転じた。
金融界以外では郷里である新潟県高田市（現・上越市）の事業に関わった。同地ではまず1909年（明治42年）8月、上越電気（後の越後電気）の取締役に選ばれた。同社は1906年（明治39年）に設立、翌年開業した電力会社である。初代社長は芝浦製作所の大田黒重五郎、初代専務は地元上越の金子伊太郎が務める。次いで1913年4月に高田瓦斯が設立されると取締役に入った。同社は金子伊太郎の主導で設立されたガス会社である。1916年（大正5年）6月20日、大田黒の退任に伴い越後電気第2代社長に就任する。このころ越後電気管内では第一次世界大戦の影響で化学工業が勃興しつつあったため、それに乗じて越後電気は関川での電源開発を積極的に展開していく。一方、高田瓦斯は大戦による原料石炭価格高騰で経営難に陥り、1918年（大正7年）10月事業を高田市に移管して解散した。
1920年代に入ると関川開発を通じて越後電気と長野県松本市を本拠とする電力会社松本電灯の合併計画が進展した。そして1922年（大正11年）11月、越後電気は松本電灯を合併し中央電気株式会社となった。中央電気では前松本電灯社長今井五介は副社長となり、社長は清水が引き続き務めることとなった。合併後の中央電気は関川開発を引き続き進め、大手電力会社大同電力への電力販売も開始した。
取締役を務める十五銀行は1927年（昭和2年）3月の昭和金融恐慌発生に際し取り付け騒ぎに見舞われ、同年4月21日より1年間の臨時休業を余儀なくされた。1928年（昭和3年）6月7日、役員の総辞職があり、このとき清水も十五銀行取締役から退いた。この間の1927年12月20日、健康上の理由で中央電気社長から退き、副社長の今井五介に譲った。その後も取締役に留まったが、1930年（昭和5年）11月7日付で辞任している。
1934年（昭和9年）9月7日、東京市本郷区弓町（現・文京区本郷）の自宅にて脳溢血のため死去した。77歳没。

## 人物
清水は育英活動にも取り組み、同じ旧高田藩出身の関野貞（建築家）・尾田信忠（教育者）とともに「財団法人上越学生寄宿舎」を組織して、東京で学ぶ郷里の学生のための寄宿舎を運営した。
生家は高田市の作事町、のちの上越市大手町にあった。この土地は清水から高田市へと寄付され、1922年（大正11年）になって測候所（高田測候所）が建てられた。